# Manicure

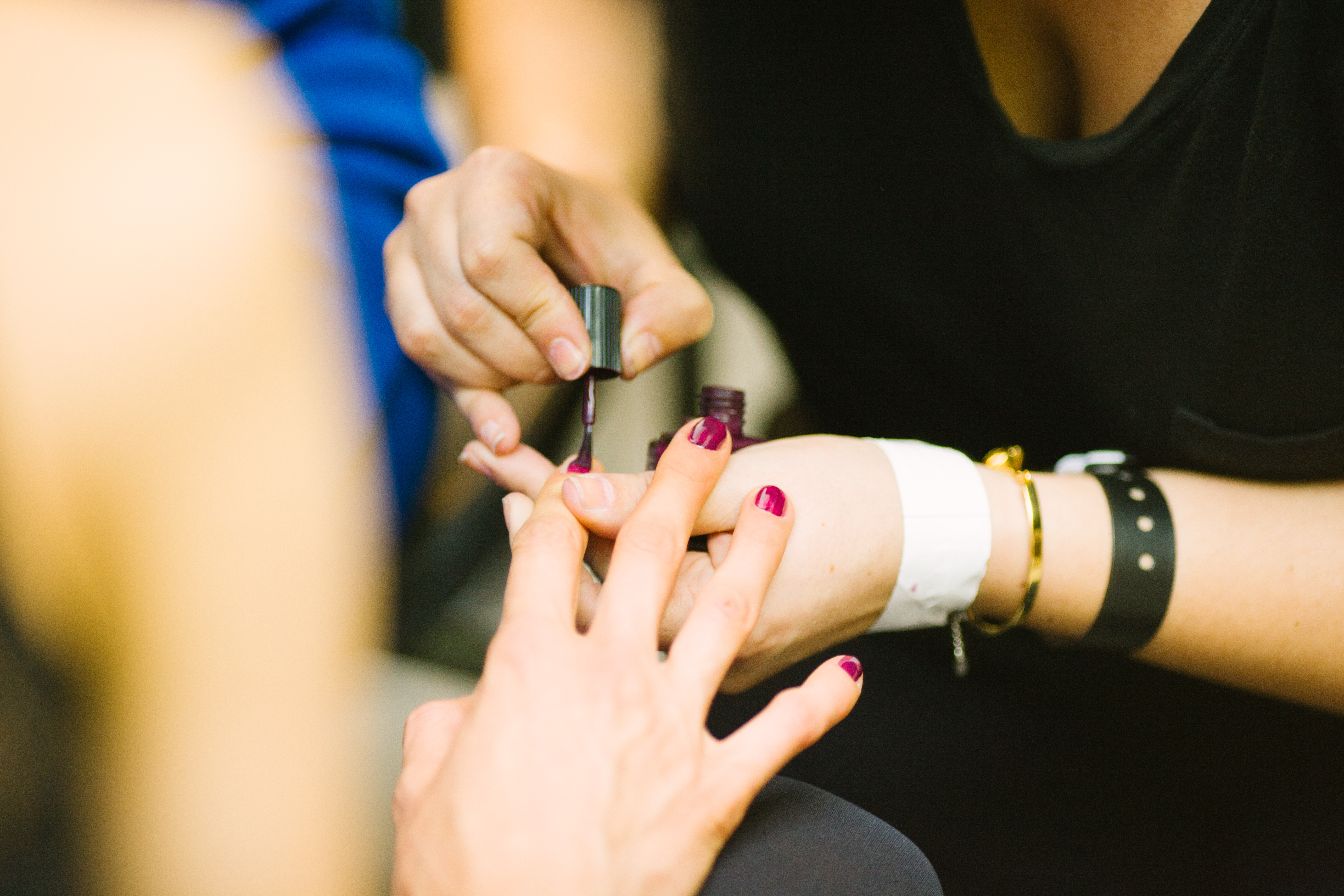
Manicure

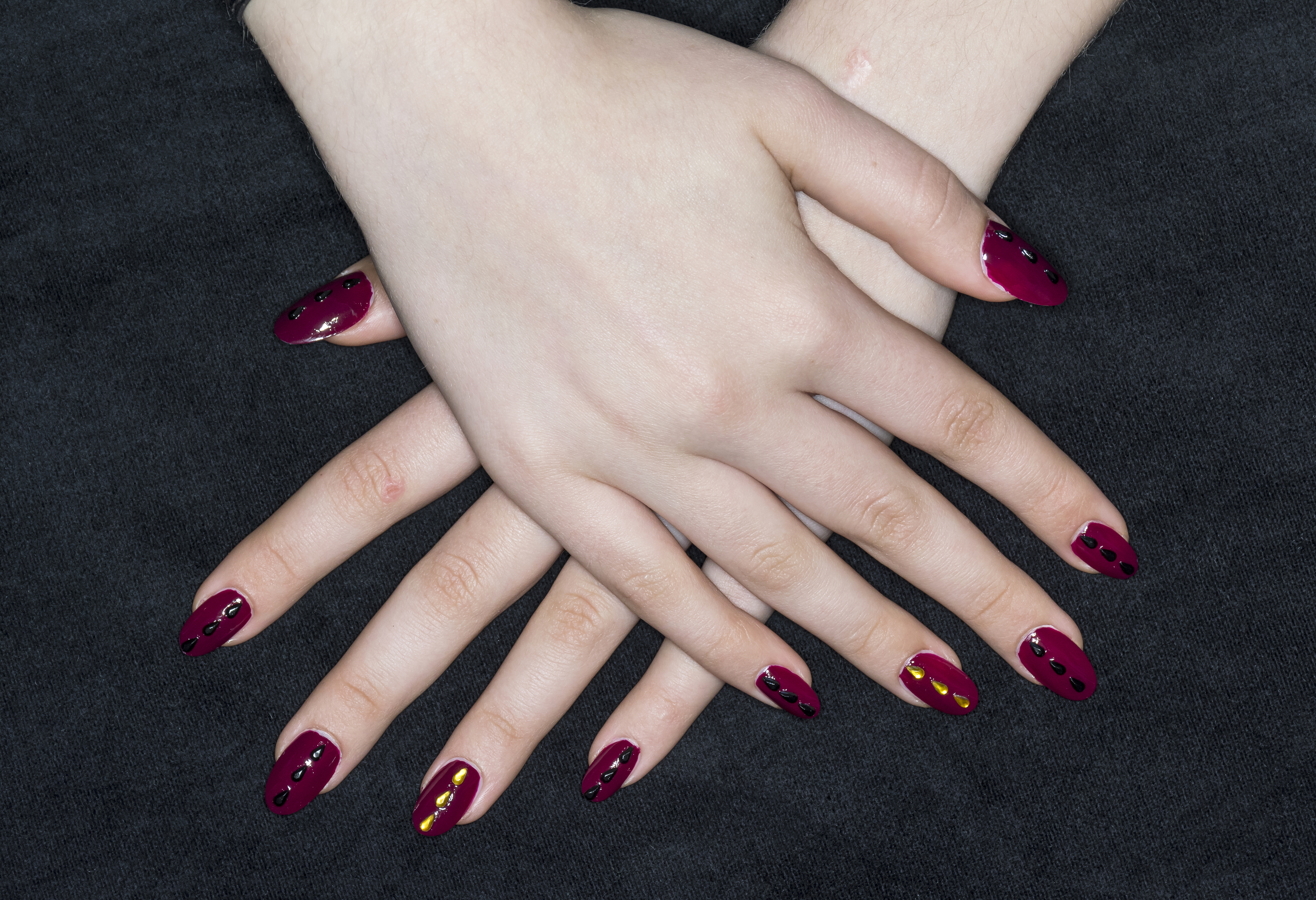
Paznokcie poddane manicure

Manicure (z fr. manucure) – zabieg kosmetyczny, któremu poddawane są paznokcie u rąk. Manicure stosują osoby, które pragną mieć ładniejsze paznokcie. Zabieg polega nie tylko na malowaniu, ale też na wyrównywaniu skórek i pielęgnowaniu płytki paznokci. Podobny zabieg u paznokci u nóg nazywany jest pedicure.

## Manicure hybrydowy
Jeden z rodzajów manicure wyróżniający się zastosowaniem produktów światłoutwardzalnych, takich jak baza hybrydowa, lakier hybrydowy oraz top. Zadaniem manicure hybrydowego jest utwardzenie płytki paznokciowej. Jeden manicure hybrydowy można nosić do 3 tygodni. Utwardzanie produktów hybrydowych zachodzi poprzez proces polimeryzacji, do którego wykorzystywane są lampy UV lub LED. 